# Moritz Martini
Moritz Gustav Martini (* 17. Dezember 1794 in Pirna; † 11. Juli 1875 in Görlitz) war ein deutscher Anstaltspsychiater. Als langjähriger Direktor der Irren-Heilanstalt in Leubus prägte er die Entwicklung des Irrenwesens in Schlesien.

## Leben
Martini absolvierte die Fürstenschule zu Schulpforta und studierte ab 1811 in Leipzig Medizin. Während der Befreiungskriege wirkte er als Hilfsarzt in den Pirnaer Kriegslazaretten, wo er den Irrenarzt Ernst Pienitz und den Augenarzt Heinrich Gottlob Schmalz kennenlernte, aber sich auch eine Typhuserkrankung zuzog. 1818 legte er die Prüfung „pro licentia praxeos“ ab und promovierte 1822 in Leipzig zum Doktor der Medizin und 1823 zum Doktor der Philosophie. In Leipzig schloss er sich der Freimaurerloge Minerva zu den drei Palmen an. 1822 beteiligte er sich an der Gründung der Versammlung deutscher Ärzte und Naturforscher. Er wollte sich eigentlich in Augenheilkunde habilitieren, ging aber aus familiären Gründen zurück nach Pirna, wo er Assistenzarzt an der privaten Irrenheilanstalt Pirna unter Pienitz wurde. Anschließend ging er für einen längeren Aufenthalt nach Berlin, wo er die Bekanntschaft von Johann Gottfried Langermann machte.
1824 wurde auf Initiative Langermanns hin Martini von Minister Karl vom Stein zum Altenstein zum Direktor der Irren-Heilanstalt in Leubus ernannt, die in den Räumen des ehemaligen Klosters Leubus eingerichtet werden sollte. Das Amt trat er mit der Eröffnung der Anstalt 1830 an. In der Zwischenzeit hatte er eine zweijährige Studienreise unternommen und dabei auch ein Jahr bei Jean-Étienne Esquirol in Paris studiert. 
Martini beeinflusste die Entwicklung der Anstaltspsychiatrie in Schlesien. Er veröffentlichte in diversen Zeitschriften wissenschaftliche Arbeiten, verfasste allerdings keine monographischen Studien. 1869 wurde er zum Geheimen Sanitätsrat ernannt. Aus Altersgründen trat er 1872 in den Ruhestand und setzte sich in Dresden und später in Görlitz zur Ruhe. Er erlag den Folgen eines Oberschenkelbruches.

## Schriften
- De fili serici usu in quibusdam viarum lacrymalium morbis. Diss. med. Leipzig 1822.
- Veränderung der Ausdrucksweise bei Irren. In: Allg. Zeitschrift f. Psychiatrie 13 (1856), S. 605–612.
- Die Begriffs-Bestimmungen des Allgemeinen Landrechts über Rasende, Wahnsinnige und Blödsinnige. In: Allg. Zeitschrift f. Psychiatrie 15 (1858), S. 232–250.